# Kenneth Skov Nielsen
Kenneth Skov Nielsen (født 30. maj 1993 i Aars) er en dansk professionel fodboldspiller.

## Karriere

### Ungdom
Han spillede i Aars Idræts Klub inden han som 17-årig underskrev en 2-årig kontrakt med Viborg FF, hvor han blev tilknyttet klubbens talenthold i FK Viborg. Her blev han i 2009 kåret som årets spiller for klubbens U/19 hold.

### Senior
Han fik debut for Viborg FFs førstehold i starten af sæsonen 2010/11 i 1. division, da han 15. august 2010 blev indskiftet i en hjemmekamp mod FC Vestsjælland. Nogle uger forinden havde han fået omkring 10 minutter i en pokalkamp mod Kjellerup IF. Efter 4 kampe som indskifter i efteråret 2010, valgte Kenneth Skov Nielsen i januar 2011 at indstille fodboldkarrieren i et ukendt tidsrum.
I foråret 2013 skiftede han til 2. divisionsklubben Blokhus FC (senere Jammerbugt FC), hvortil han skiftede fra Aars IK. Han spillede dog i Blokhus FC indtil sommeren 2013.